# Општина Могошешти-Сирет (Јаши)
Могошешти-Сирет (рум. Mogoşeşti-Siret) општина је у Румунији у округу Јаши.
Oпштина се налази на надморској висини од 239 m.